# اندیس طلای ابوالحسنی
طلای ابوالحسنی یک اندیس فلزی است که در استان سمنان قرار دارد و مادهٔ معدنی موجود در آن، طلا است.